# Café Flesh
 Pour plus de détails, voir Fiche technique et Distribution
Café Flesh est un film de science-fiction pornographique américain réalisé par Rinse Dream (pseudonyme de Stephen Sayadian), sorti sur les écrans en 1982.

## Synopsis
Après l'apocalypse nucléaire, l'humanité est partagée en deux groupes : les « positifs » qui ont conservé la faculté de faire l'amour et la grande majorité des « négatifs » qui sont devenus impuissants. Pour accéder à un succédané de plaisir, ces derniers n'ont plus d'alternative que de regarder les « positifs » se donner en spectacle sur des scènes de théâtre telles que celle du Café Flesh. Les « positifs » sont tellement rares que lorsqu'ils sont découverts, ils ne peuvent se soustraire à ces spectacles et sont traités comme des esclaves de façon similaire aux gladiateurs de la Rome antique.

## Fiche technique
- Titre : Café Flesh
- Réalisation : Stephen Sayadian
- Scénario : Jerry Stahl et Stephen Sayadian
- Production : Francis Delia et Stephen Sayadian
- Musique : Mitchell Froom
- Photographie : Francis Delia
- Montage : Sidney Katz
- Décors : Paul Berthell
- Costumes : Polly Ester
- Pays d'origine : États-Unis
- Format : Couleurs - 1,33:1 - Mono - 16 mm
- Genre : Science-fiction, pornographique
- Durée : 74 minutes
- Date de sortie : 1982 (États-Unis)
- Film interdit aux moins de 18 ans lors de sa sortie en France

## Distribution
- Andy Nichols : Max Melodramatic
- Paul McGibboney : Nick
- Michelle Bauer : Lana
- Marie Sharp : Angel
- Tantala Ray : Moms
- Dennis Edwards : The Enforcer
- Kevin James : Johnny Rico
- Dondi Bastone : Spike
- Paul Berthell : Mr Joy
- Hilly Waters : Ace
- Autumn True : Vamp #1
- Elizabeth Anastasia : Vamp #2

## Autour du film
Deux suites, Café Flesh 2 et 3, furent réalisées par Anthony R. Lovett en 1997 et 2003.
Il existe deux versions du film. Une classée XXX-rated et une autre, R-rated avec les scènes les plus explicites atténuées. Cette version a joué un certain nombre de salles de cinéma grand public en 1982-83.